# Kernenergiecentrale Higashidori
Kernenergiecentrale Higashidori (Japans: 東通原子力発電所, Higashidōri genshiryoku hatsudensho) is een kerncentrale in het dorp Higashidori in de prefectuur Aomori in Japan. De centrale beschikt over één reactor van 1100 MW, en drie in aanbouw met elk een vermogen van 1.385 MW.

## Gevoeligheid voor aardbevingen
De Japanse 'nucleaire waakhond', de Nuclear Regulation Authority (NRA), concludeerde dat er tien uitlopers van een aantal actieve breuklijnen zijn op en bij het terrein van de centrale. Deze waren bij de bouw van de centrale in 1996, alsook in 2008 niet gemeld op en rond het bouwterrein.
Fugen ·
Fukushima I ·
Fukushima II ·
Genkai ·
Hamaoka ·
Higashidōri ·
Ikata ·
JPDR ·
Kashiwazaki-Kariwa ·
Mihama ·
Monju ·
Oi ·
Oma ·
Onagawa ·
Sendai ·
Shika ·
Shimane ·
Takahama ·
Tokai ·
Tomari ·
Tsuruga